# Masacre en el festival de música de Reim de 2023
La masacre en el festival de música de Reim tuvo lugar el 7 de octubre de 2023, al inicio de la guerra de Gaza. Durante la Operación Inundación de Al-Aqsa, cuando militantes de Hamás penetraron en Israel desde la Franja de Gaza y atacaron un festival de música al aire libre cerca de Reim.
La organización ZAKA, el equipo comunitario de respuesta a emergencias de Israel, recuperó aproximadamente 364 cuerpos de los terrenos del festival, cifra que lo convirtió en el mayor ataque en los últimos 50 años. Además de los muertos, hubo numerosos heridos y gran cantidad de asistentes fueron tomados como rehenes, de los que aún se desconoce su paradero. El festival se celebraba ese año en shabat, en el desierto del Neguev, cerca del kibutz Urim, a cinco kilómetros de la valla que divide a Israel de la Franja de Gaza. Testimonios de supervivientes hablaban de ejecuciones a corta distancia mientras los asistentes intentaban escapar. Varios ciudadanos extranjeros, incluyendo tailandeses, británicos, chilenos, mexicanos y estadounidenses, fueron secuestrados durante el ataque.
El ataque al festival, que se estima que en ese momento contaba con entre 3000 y 4000 asistentes, pareció estar coordinado y premeditado. Mientras transcurría el festival, se activaron alarmas por la caída de misiles. Algunos de los atacantes llegaron en parapentes, mientras que otros llegaron armados en camionetas o motocicletas, con insignias del grupo Hamás e irrumpiendo a gritos mientras la música seguía sonando, y dispararon indiscriminadamente contra los asistentes sembrando el caos.
Líderes y organizaciones mundiales condenaron enérgicamente el ataque y expresaron su solidaridad con las víctimas. El estado de Israel solicitó la colaboración de Egipto para mediar en la liberación de los rehenes.

## Trasfondo
El Supernova Sukkot Gathering (פסטיבל תרבות של שלום en hebreo) es un evento anual que se ha promocionado desde 2001 como un intento de unir a las diversas culturas de la región mediterránea a través de la música, la danza y el arte con el objetivo de ser un faro de esperanza de paz en medio del complicado contexto del conflicto israelí-palestino. El festival iba cambiando de lugar cada año (algunas ubicaciones fueron Tel Aviv, Jerusalén y Nazaret) combinando música y danza de Oriente y Occidente en una mezcla árabe-israelí.
La edición 2023 fue organizada por la empresa Kzat Laneshama de Tel Aviv, con el enunciado «Universo paralelo Israel edition» de Supernova. Contó con la actuación de Aladin, Artifex, Astrall Projection, Flare, Jackalon, Jumpstreet, Kido, Libra, Man With No Name, Noface, Protonica, Rocky Tilbor, Shove, Spectra Sonics, Swarup y Wegha.
Tribe of Nova era el nombre de un festival de música trance, o rave, que se celebraba en un solar para festivales cerca de los kibutz Reim y Orim, aproximadamente a cinco kilómetros de la barrera que separa la Franja de Gaza de Israel, en el desierto occidental del Néguev. El evento, descrito como una «fiesta en la naturaleza toda la noche», producido por NOVA Productions, celebraba el festival judío de Simjat Torá. El recinto del festival tenía tres escenarios, además de una zona de acampada, una zona con bares y otra para comer. Según un médico de urgencias que acudió al festival después de la masacre, había aproximadamente 3000 asistentes, que describieron que la multitud estaba compuesta principalmente por israelíes de entre 20 y 40 años de todo el país. En el festival había guardias de seguridad.

## Ataque

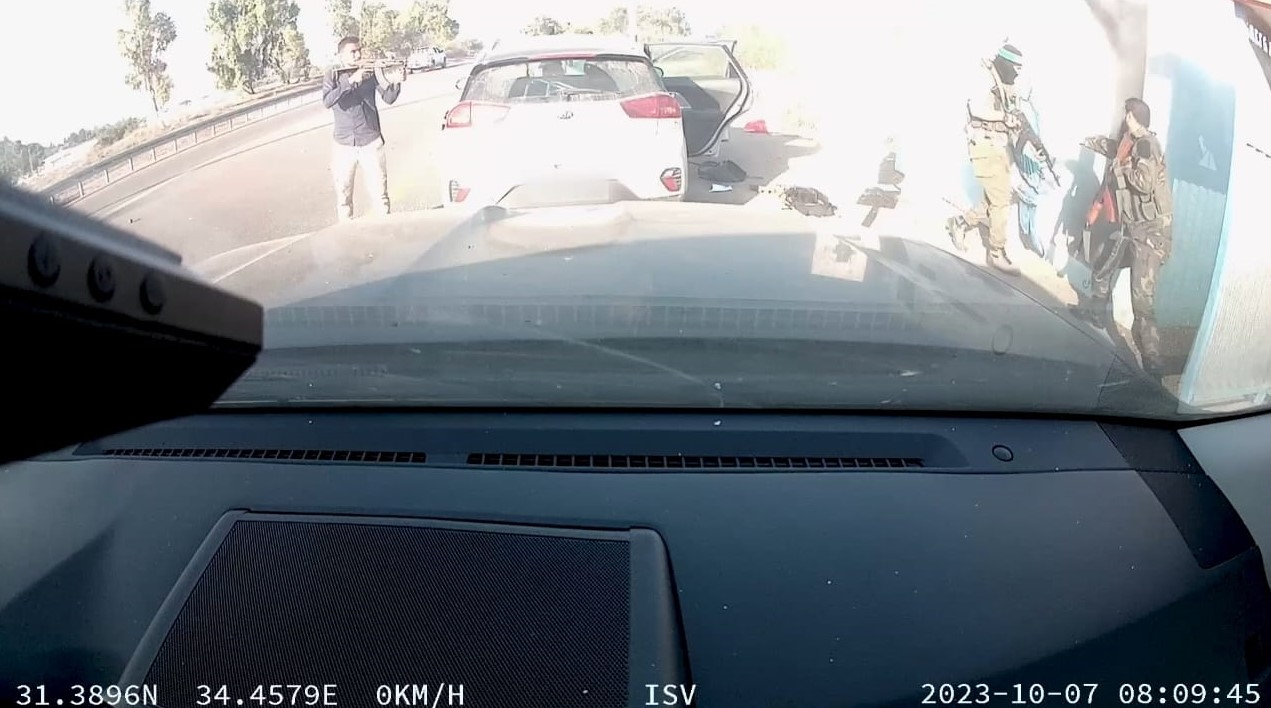
Miembros de Hamás disparan contra un refugio antiaéreo cerca del Festival Musical Supernova el 7 de octubre de 2023.

El festival de música estuvo entre los primeros objetivos del ataque contra Israel lanzado por Hamás en las primeras horas de la mañana del 7 de octubre de 2023. Ese día era el último día de las festividades de Sucot, cuando se festejaba Simja Torá en territorio de Israel.
El ataque comenzó con un lanzamiento de cohetes que formaba parte de una gran salva lanzada contra Israel, más de 5000 según Hamás. Un asistente le dijo a la BBC que después de cortar la electricidad, un grupo de aproximadamente 50 personas llegaron en camionetas y dispararon «en todas direcciones». Otros llegaron en parapente con motor. Mientras, vehículos llenos de hombres armados empezaron a disparar contra los asistentes al festival que empezaban a huir en todas direcciones. Otros que se escondieron en los árboles fueron asesinados mientras los milicianos de Hamás disparaban «árbol por árbol». Según Hanoch Hai Cohen se trató de ejecuciones a corta distancia mientras los chicos corrían. Algunos lograron sobrevivir escondiéndose en los arbustos.Varios ciudadanos extranjeros, incluyendo tailandeses, británicos, mexicanos y estadounidenses, fueron secuestrados durante el ataque.
Fotografías publicadas por el Ministerio de Relaciones Exteriores de Israel después del ataque mostraban docenas de cuerpos acribillados en el recinto del festival, incluido un cuerpo gravemente quemado y atado con bridas. En otro vídeo grabado con teléfono móvil, milicianos de Hamás exhibían al grito de «¡Allahu Akbar!» el cuerpo en ropa interior y maltratado de Shani Louk, una tatuadora de 22 años, de madre alemana y padre israelí, tirado en la parte trasera de una camioneta; algunos de los transeúntes se acercaban y escupían sobre la mujer, y su cadáver fue exhibido como un trofeo a través de fotos y videos en las redes sociales. Publicaron en las redes sociales un video de Shani Louk mientras se escuchaba el grito de guerra de una multitud rodeando el vehículo.Estaba en el festival con su novio Orion Hernández Padoux, mexicano y que también desapareció junto a su grupo de amigos mexicanos. Muchas mujeres fueron secuestradas.
Según las autoridades israelíes se encontraron 364 cadáveres de jóvenes asesinados, y muchos otros fueron catalogados como desaparecidos. Otros videos mostraron jóvenes esposados y con los ojos vendados, siendo colocados en la parte trasera de camionetas mientras los milicianos de Hamás les gritaban y pateaban. Los milicianos también publicaron en las redes un video de Noa Argamani, de 25 años, siendo secuestrada.Las imágenes publicadas en redes mostraban a los asistentes al concierto corriendo para salvar sus vidas, a los heridos gritando de dolor y a los cadáveres tirados en el suelo.
Esta masacre fue el primero de múltiples ataques realizados durante el sabbat 7 de octubre, que dieron comienzo a la guerra Israel-Gaza de 2023.

### Toma de rehenes
Los atacantes capturaron a un número desconocido de participantes. En diversos videos publicados en las redes sociales se observaba su captura por sujetos armados. Familiares y amigos de los desaparecidos trataron de encontrar información sobre ellos desde el momento en el que tuvo lugar el ataque.

## Testimonios
Testimonios de supervivientes hablaban de ejecuciones a corta distancia mientras los asistentes intentaban escapar. Además de los videos que se viralizaron en las redes sociales, hubo testimonios de los supervivientes.
Tal Gibly le contó a la CNN.

Mis amigos se perdieron en el bosque durante muchas horas y les dispararon como si fuera un campo de tiro.

El padre de Noa, Yaakov Argamani, les dijo a los periodistas:

Basta de guerras, basta de todo lo que estamos viendo. Ellos también perdieron a sus seres queridos en la guerra. También tienen cautivos. También tienen madres de luto. Involucremos nuestras emociones. Somos dos naciones del mismo padre. Por favor hagamos las paces. Paz verdadera.

## Investigación
El 14 de octubre de 2023, las autoridades alemanas tenían conocimiento de que ocho de sus nacionales habían sido tomados como rehenes en los acontecimientos generales del 7 de octubre de 2023, incluido el caso de Shani Louk, que despertó gran interés público. Abrieron una investigación penal contra miembros desconocidos de Hamás para investigar «la pertenencia a un grupo terrorista extranjero, la toma de rehenes y el asesinato».
Según informes publicados el 17 de noviembre, la policía concluyó, basándose en interrogatorios y en sus propias investigaciones, que Hamás no conocía de antemano la existencia del festival, sino que lo encontró por accidente y decidió atacarlo. Las autoridades de seguridad israelíes sugirieron que Hamás probablemente carecía de conocimiento previo del Festival Nova. Altos funcionarios estimaron que Hamás pudo haberse enterado del evento a través de drones o individuos lanzándose en paracaídas, y posteriormente dirigió a los atacantes al lugar utilizando su sistema de comunicación.
Según el periodista de Haaretz Josh Breiner, una fuente policial dijo que una investigación policial indicó que un helicóptero de las FDI que había disparado contra militantes de Hamás «aparentemente también alcanzó a algunos participantes del festival». Posteriormente, la policía israelí negó el informe de Haaretz y dijo que no encontró evidencia de daños civiles como resultado de las actividades aéreas en ese lugar.
Según Haaretz, la agencia de inteligencia interna de Israel, Shin Bet, y los comandantes militares de las FDI discutieron una posible amenaza al festival de música Nova apenas unas horas antes del ataque. Sin embargo, no se dio ninguna advertencia a los organizadores del festival.

## Repercusiones

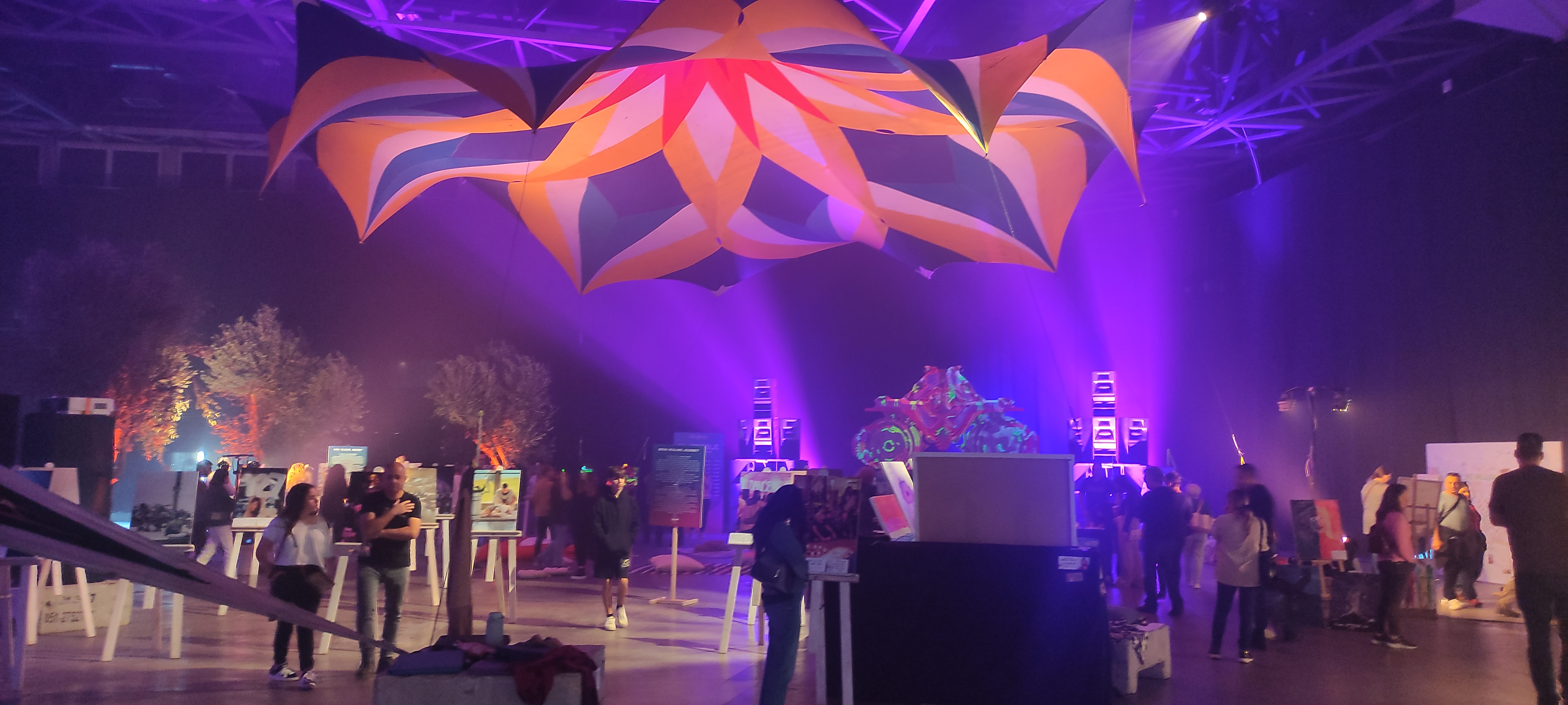
Exhibición de restos del ataque en la exposición "Nova Memory".

Líderes y organizaciones mundiales condenaron enérgicamente el ataque y expresaron su solidaridad con las víctimas.El Estado de Israel solicitó la colaboración de Egipto para mediar en la liberación de los rehenes.
Un grupo de casi medio centenar de supervivientes del ataque al festival presentaron una demanda de 200 millones de séquel (unos 50 millones de euros) contra el Ministerio de Defensa, las fuerzas de Defensa de Israel (FDI) ante un tribunal de Tel Aviv por negligencia. La demanda se basa en una serie de informes de las propias autoridades de seguridad de Israel que confirmaron que disponían de informes sobre posibles amenazas contra el festival. En la demanda se explica que: «En vista del peligro esperado se habría salvado vidas y evitado lesiones físicas y mentales de cientos de asistentes a la fiesta, incluidos los demandantes. La negligencia y el grave descuido son increíbles».